# Station Milly-sur-Thérain
Station Milly-sur-Thérain is een spoorwegstation in de Franse gemeente Milly-sur-Thérain.